# GSC4009-1819
GSC4009-1819 — хімічно пекулярна зоря спектрального класу B9, що має видиму зоряну величину в смузі V приблизно  9,4.

## Пекулярний хімічний склад
Зоряна атмосфера GSC4009-1819 має підвищений вміст 
Si
.